# Concorso pianistico internazionale di Leeds

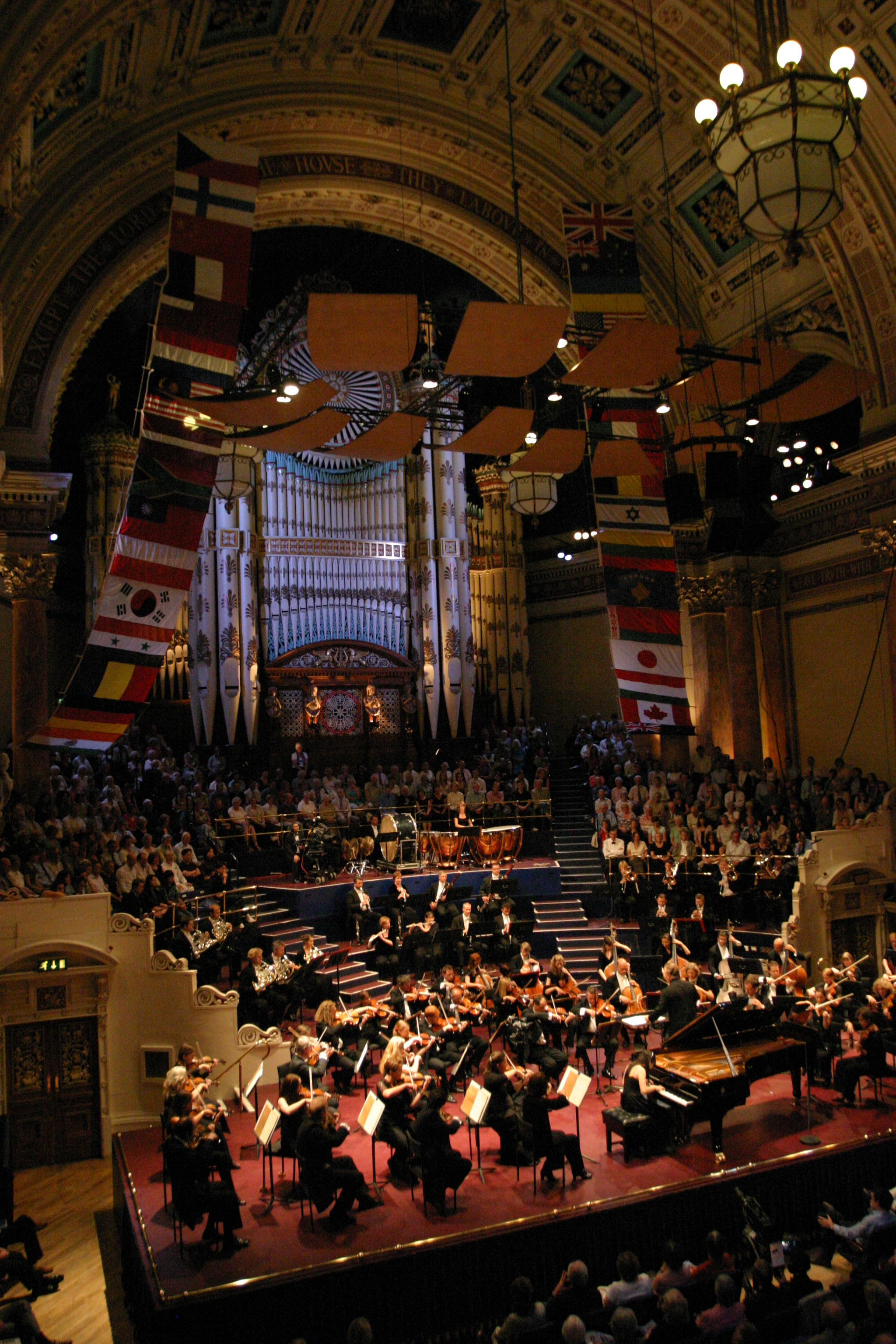
Finale dell'edizione 2009 nella Victoria Hall del Municipio di Leeds.

Il Concorso pianistico internazionale di Leeds è una delle competizioni pianistiche più prestigiose al mondo. Si svolge ogni tre anni a Leeds, nel West Yorkshire, in Inghilterra.

## Storia
Fondato nel 1961 dalla Contessa Marion di Harewood, da Dame Fanny Waterman e Roslyn Lyons, la prima edizione ebbe luogo due anni più tardi nel 1963. Da allora si svolge con cadenza triennale, ad eccezione dell'edizione del 2000, che ebbe luogo a distanza di quattro anni dalla precedente per allinearsi allo scoccare del nuovo millennio.
Mentre le preselezioni del concorso sono dislocate a Berlino, Singapore e New York City, il secondo round, le semifinali e la finale hanno luogo a Leeds nella Great Hall dell'Università di Leeds e nel Leeds Town Hall.
La finale con orchestra ha visto negli anni la partecipazione di alcune tra le maggiori orchestra sinfoniche britanniche: la Royal Liverpool Philharmonic, la BBC Philharmonic, la City of Birmingham Symphony Orchestra e The Hallé, sotto la direzione di direttori quali Sir Mark Elder, Charles Groves, Simon Rattle e Andrew Manze. Dal 2012 l'orchestra assegna inoltre un premio speciale a uno dei finalisti.
Dal 1966 la BBC ha trasmesso in televisione e alla radio tutte le edizioni del concorso. Nel 2018 per la prima volta il concorso è stato offerto in live streaming sulla piattaforma Medici.tv.

## Albo d'oro
| Anno | Primo               | Secondo                                           | Terzo                                  | Quarto             | Quinto                                     | Sesto                |
| ---- | ------------------- | ------------------------------------------------- | -------------------------------------- | ------------------ | ------------------------------------------ | -------------------- |
| 2018 | Eric Lu             | Mario Häring                                      | Xinyuan Wang                           | ---                | ---                                        | ---                  |
| 2015 | Anna Tsybuleva      | Heejae Kim                                        | Vitaly Pisarenko                       | Drew Petersen      | Tomoki Kitamura                            | Yun Wei              |
| 2012 | Federico Colli      | Louis Schwizgebel                                 | Jiayan Sun                             | Andrejs Osokins    | Andrew Tyson                               | Jayson Gillham       |
| 2009 | Sof'ja Guljak       | Aleksej Horlač                                    | Alessandro Taverna                     | David Kadouch      | Rachel Cheung                              | Jianing Kong         |
| 2006 | Sunwook Kim         | Andrew Brownell                                   | Denis Kožuchin                         | Siheng Song        | Sung-Hoon Kim                              | Grace Fong           |
| 2003 | Antti Siirala       | Evgenija Rubinova                                 | Yuma Osaki                             | Igor Tchetuev      | Chiao Ying-Chang                           | Sodi Braide          |
| 2000 | Alessio Bax         | Davide Franceschetti                              | Severin von Eckardstein                | Cristiano Burato   | Ashley Wass                                | Tat'jana Kolesova    |
| 1996 | Il'ja Itin          | Roberto Cominati                                  | Aleksandar Madžar                      | Sa Chen            | Armen Babakhanian                          | Ekaterina Apekisheva |
| 1993 | Ricardo Castro      | Leon McCawley                                     | Mark Anderson                          | Filippo Gamba      | Maksim Filippov                            | Margarita Ševčenko   |
| 1990 | Artur Pizarro       | Lars Vogt                                         | Eric Le Sage                           | Balázs Szokolay    | Haesun Paik                                | Andrej Želtonog      |
| 1987 | Vladimir Ovčinnikov | Ian Munro                                         | Noriko Ogawa                           | Boris Berezovskij  | Hugh Tinney                                | Marcantonio Barone   |
| 1984 | Jon Kimura Parker   | Ju Hee Suh                                        | Junko Otake                            | Louis Lortie       | Sara Davis Buechner                        | Emma Tahkmizyan      |
| 1981 | Ian Hobson          | Wolfgang Manz                                     | Bernard d'Ascoli                       | Daniel Blumenthal  | Christopher O'Riley                        | Peter Donohoe        |
| 1978 | Michel Dalberto     | Diana Kacso                                       | Lydia Artymiw                          | Ian Hobson         | Kathryn Stott                              | Etsuko Terada        |
| 1975 | Dmitrij Alekseev    | Mitsuko Uchida                                    | ex aequo: András Schiff Pascal Devoyon | ---                | ex aequo: Micheal Houston Myung-whun Chung | ---                  |
| 1972 | Murray Perahia      | Craig Sheppard                                    | Eugene Indjic                          | ---                | ---                                        | ---                  |
| 1969 | Radu Lupu           | Georges Pludermacher                              | Arthur Moreira-Lima                    | Boris Petrušanskij | Anne Queffélec                             | ---                  |
| 1966 | Rafael Orozco       | ex aequo: Viktorija Postnikova USSR Sejmon Kručin | Aleksej Nasedkin                       | Jean-Rodolphe Kars | ---                                        | ---                  |
| 1963 | Michael Roll        | Vladimir Krainev                                  | Sebastien Risler                       | Armenta Adams      | ---                                        | ---                  |